# 寳船冷藏
寳船冷藏株式会社（ほうせんれいぞう）は、大阪市西区に本社を置く、低温物流事業を行う会社である。

## 概要
大阪府に3拠点、計289,528m³
（115,812トン）の冷蔵倉庫を展開している。
| 拠点     | 所在地                                  | 冷蔵能力                |
| -------- | --------------------------------------- | ----------------------- |
| 港工場   | 大阪府大阪市港区港晴5丁2番60号          | 102,954m³（41,182トン） |
| 南港工場 | 大阪府大阪市住之江区南港南6丁目5番12号  | 135,100m³（54,040トン） |
| 咲洲工場 | 大阪府大阪市住之江区南港南5丁目2番100号 | 51,474m³（20,590トン）  |

## 社名
正式表記は「寳船冷藏」だが、ホームページでは社名に旧字体が使われているため「宝船冷蔵」と別名の併記がされている。

## 企業理念
- 「ご利用者本位」[5]
- 「堅実経営」[5]

## マークの由来
むかしは目方（重量）をはかるとき、金や品物の重さと比較するために真鍮製などのおもりを使っていた。そのおもりを分銅といい、堅実さを象徴するものとして一般の人にも知られていた。堅実さを象徴する分銅の中に、繁栄をあらわす寳の文字を嵌（は）め込み、会社のマークとした。

## 沿革

### 1919年～
- 1919年（大正8年）9月  - 資本金25万円で寳船冷藏株式会社（冷蔵倉庫業）を設立[7]
- 1921年（大正10年）10月 - 堀江工場　竣工（冷蔵6,250m³製氷7T/D）[7]
- 1936年（昭和11年）5月 - 野田工場　竣工（冷蔵5,900m³)[7]
- 1937年（昭和12年）5月 - 築港工場　竣工（製氷60T/D・貯氷1,000T）[7]
- 1938年（昭和13年）12月 - 野田工場　増築工事竣工（冷蔵2,300m³）[7]
- 1939年（昭和14年）8月 - 倉庫証券発行許可（商工省指令12商第15400号)[7]
- 1945年（昭和20年）3月 - 堀江工場　戦災により大破[7]
- 1945年（昭和20年）6月 - 築港工場　戦災により焼失[7]
- 1945年（昭和20年）10月 - 野田工場　駐留軍により接収される[7]
- 1947年（昭和22年）8月 - 堀江工場　復興工事竣工（冷蔵2,700m³・製氷10T/D）[7]
- 1948年（昭和23年）7月 - 野田工場　製氷設備竣工（製氷28T/D・貯氷200T）[7]
- 1949年（昭和24年）12月 - 創立30周年記念式[7]

### 1950年～
- 1950年（昭和25年）5月 - 堀江工場　増築工事竣工（製氷20T/D・冷蔵1,200m³）[7]
- 1952年（昭和27年）6月 - 堀江工場　増築工事竣工（冷蔵2,900m³・凍結7T/D)[7]
- 1952年（昭和27年）12月 - 堀江工場　復興工事竣工（冷蔵1,300m³）[7]
- 1954年（昭和29年）12月 - 野田工場　駐留軍より返還される[7]
- 1957年（昭和32年）3月 - 高松宮宣仁親王　堀江工場を視察[7]
- 1957年（昭和32年）5月 - 堀江工場　増築工事竣工（冷蔵4,300m³）[7]
- 1958年（昭和33年）9月 - 新町工場　竣工（冷蔵5,600m³）[7]
- 1960年（昭和35年）1月 - 新町工場　増築工事竣工（冷蔵2,700m³）[7]
- 1962年（昭和37年）4月 - 港工場　竣工（冷蔵13,150m³・凍結20T/D）[7]
- 1963年（昭和38年）11月 - 港工場　附属寳船埠頭竣工（3,000T級船舶繋留可能）[7]
- 1965年（昭和40年）1月 - 野田工場　製氷設備廃止（冷蔵1,600m³に改造）[7]
- 1966年（昭和41年）6月 - 野田工場　増築工事竣工（冷蔵6,200m³）[7]
- 1967年（昭和42年）3月 - 堀江工場　増築工事竣工（冷蔵1,550m³）[7]
- 1967年（昭和42年）12月 - 倉庫業営業許可（運輸省 港倉第820号 冷第817号）[7]
- 1968年（昭和43年）3月 - 野田工場　増築工事竣工（冷蔵13,450m³）[7]
- 1969年（昭和44年）4月 - 港工場　増築工事竣工（冷蔵23,500m³）[7]
- 1969年（昭和44年）12月 - 堀江工場　製氷設備（20T/D）撤去[7]
- 1970年（昭和45年）4月 - 港工場　製氷設備竣工（製氷24T/D）[7]
- 1970年（昭和45年）4月 - 港工場　附属寳船埠頭拡張工事竣工（5,000T級船舶繋留可能）[7]
- 1973年（昭和48年）2月 - 堀江工場　増築工事竣工（冷蔵27,250m³）[7]
- 1973年（昭和48年）3月 - 港工場　自動冷凍倉庫新築工事竣工（冷蔵10,100m³）[7]
- 1973年（昭和48年）9月 - 港工場　増築工事竣工（冷蔵3,400m³）[7]
- 1975年（昭和50年）8月 - 港工場　増設工事竣工（冷蔵6,130m³）[7]
- 1977年（昭和52年）12月 - 港工場　附属寳船埠頭拡張工事竣工（8,000T級船舶繋留可能）[7]
- 1978年（昭和53年）6月 - 堀江工場　増築工事竣工（冷蔵1,320m³)[7]
- 1979年（昭和54年）11月 - 南港工場　竣工（冷蔵65,220m³・凍結20T/D）[7]
- 1979年（昭和54年）12月 - 創立60周年記念式・南港工場竣工披露宴[7]

### 1980年～
- 1981年（昭和56年）8月 - 新町工場　フロン化改造工事竣工（冷蔵7,910m³）[7]
- 1985年（昭和60年）2月 - 野田工場　流通センター竣工（冷蔵6,050m³)[7]
- 1985年（昭和60年）11月 - 本社新社屋竣工[7]
- 1987年（昭和62年）2月 - 港工場　製氷設備（24T/D）撤去[7]
- 1988年（昭和63年）5月 - 南港工場　増築工事竣工（冷蔵70,000m³・凍結50T/D）[7]
- 1988年（昭和63年）6月 - 南港工場　増築工事竣工披露宴[7]
- 1994年（平成04年）3月 - 港工場　増築工事竣工（冷蔵21,500m³）[7]
- 1994年（平成06年）9月  - 創立75周年記念披露宴[7]
- 1994年（平成06年）11月  - 咲洲工場　開業（冷蔵51,500m³）[7]
- 1997年（平成09年）7月  - 堀江工場　新東館再使用（冷蔵526T）[7]
- 1998年（平成10年）1月  - 新町工場営業廃止[7]
- 1999年（平成11年）9月  - 創立80周年記念披露宴[7]
- 2000年（平成12年）9月 - 港工場　本館（1号）冷蔵倉庫建替工事竣工（冷蔵27,000m³）[7]
- 2000年（平成12年）12月 - 野田工場　営業廃止[7]
- 2003年（平成15年）10月 - 堀江工場　東館・西館冷蔵倉庫・エレベーター棟2棟解体工事安全祈願祭を挙行[7]
- 2004年（平成16年）2月 - 港工場　寳船埠頭を撤去し、水域占用及び荷さばき地の返還届を大阪市に提出[7]
- 2004年（平成16年）3月 - 堀江工場西館跡地を更地に[7]
- 2007年（平成19年）7月 - 大阪税関より港工場に於いて通関業務を許可される[7]
- 2007年（平成19年）10月 - 近畿運輸局より第1種貨物利用運送事業者に登録される[7]
- 2007年（平成19年）12月 - 南港工場本館の変圧器及び照明器具をNEDO技術開発機構の補助金制度を活用し高効率省エネ型に代替[7]
- 2009年（平成21年）1月 - 南港工場新館の変圧器及び照明器具をNEDO技術開発機構の補助金制度を活用し高効率省エネ型に代替[7]

- 2009年（平成21年）8月 - 港工場　大阪港物流センター開業（冷蔵21,776T）[7]
- 2013年（平成25年）12月 - 福利厚生施設として、リゾートトラスト（株）から共有制会員権を取得[7]
- 2018年（平成30年）3月 - 堀江工場　営業廃止[7]
- 2019年（平成31年）2月 - 港工場（ラック館）「脱フロン・低炭素社会の早期実現のための省エネ型自然冷媒機器導入加速化事業」を完了[7]
- 2019年（令和元年）8月 - 南港工場新館冷蔵倉庫屋上台風21号被災復旧工事を完了した[7]

### 2020年～
- 2022年（令和4年）2月 - 南港工場（新館）「脱フロン・低炭素社会の早期実現のための省エネ型自然冷媒機器導入加速化事業」を完了[7]
- 2023年（令和5年）2月 - 港工場（本館）　「脱フロン・低炭素社会の早期実現のための省エネ型自然冷媒機器導入加速化事業」を完了[7]

## 中井宏
寳船冷藏株式会社の現代表取締役社長。大阪府冷蔵倉庫協会の会長を務める。大阪府冷蔵倉庫協会は大阪府および奈良県における国土交通省の営業認可を受けた冷蔵倉庫事業者を会員とする団体で、全国団体である一般社団法人日本冷蔵倉庫協会のメンバーでもある。

## 株式会社ダイフクとの関係
1973年（昭和48年）にラック式冷凍自動倉庫が納められた。